# مقاطعة شيبويجان (ولاية ويسكونسن)
مقاطعة شيبويجان هي مقاطعة في ويسكونسن، بلغ عدد سكانها 115٬507  نسمة، في 2010، عاصمتها شيبويجان، تبلغ مساحتها 3٬292 كيلومتر مربع.

## الموقع
تشترك في الحدود مع:
- مقاطعة مانيتووك
- مقاطعة فوند دو لاك
- مقاطعة واشنطن (ويسكونسن)
- مقاطعة أوزاوكي
- مقاطعة كالوميت.

## التقسيمات الإدارية
- شيبويجان.